# Jasmin Fejzić
Jasmin Fejzić (Živinice, 15 de maio de 1986) é um ex-futebolista bósnio que atuava como goleiro.

## Seleção Bósnia
Integrou o elenco da Seleção Bósnia na Copa do Mundo FIFA de 2014.